# 拉格啤酒

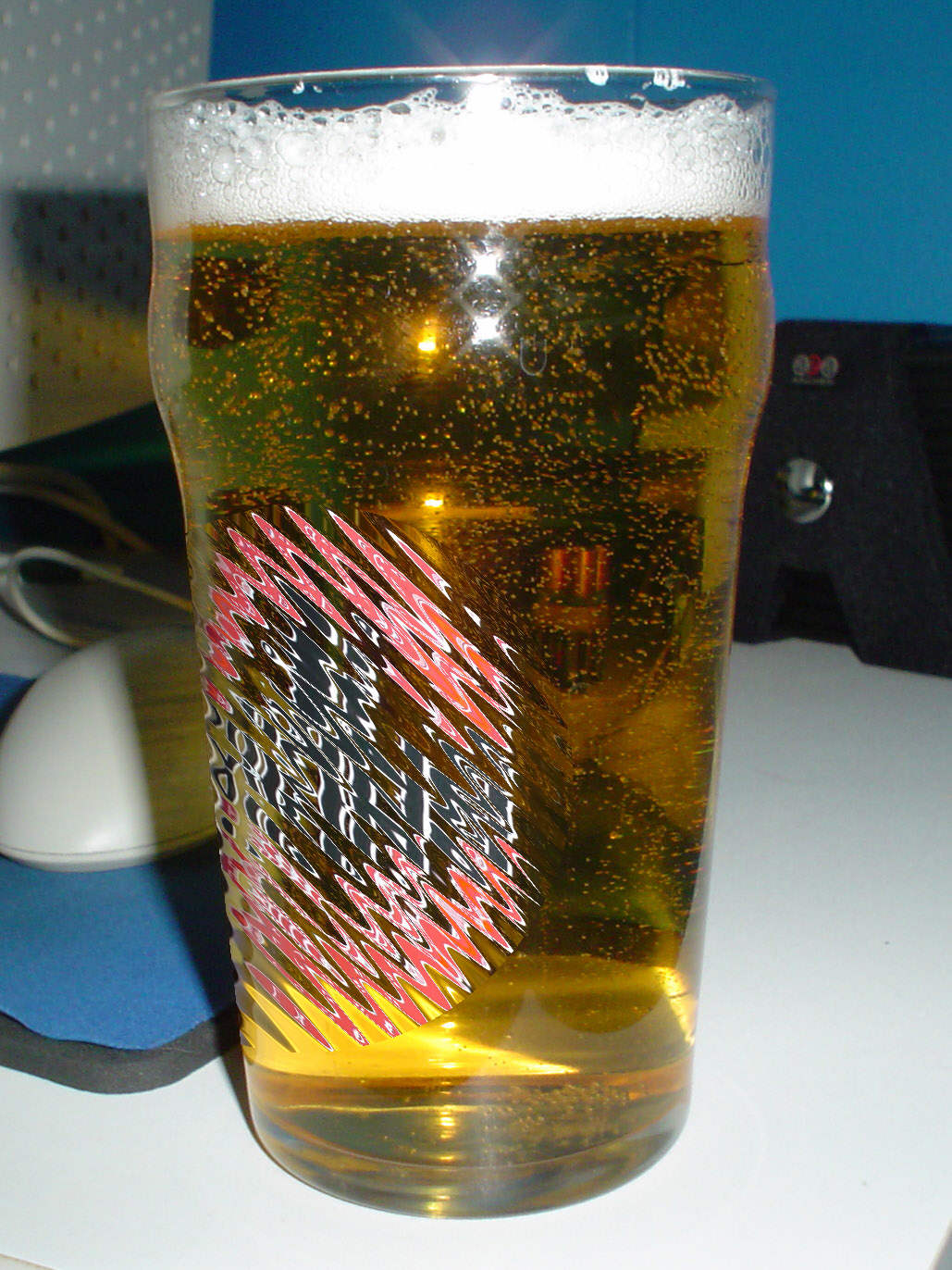
拉格啤酒

拉格啤酒（德語：Lager，發音：[ˈlaːɡɐ] ⓘ，意为“窖藏”），又稱窖藏啤酒，是一种利用低溫熟成技術製作的啤酒。采用桶底发酵的酵母菌发酵而成，发酵后需要低温保存数月方可以饮用。最早的拉格生产于今天捷克境内的啤森市（Pilsen），被称为比尔森啤酒（pilsener）。

## 拉格啤酒的特点
由于酵母下沉所以酒体显得清澈。
低温保存可以延长保存时间。
低温发酵形成更多的低级醇。形成独特的酯香。

## 近代拉格的变化

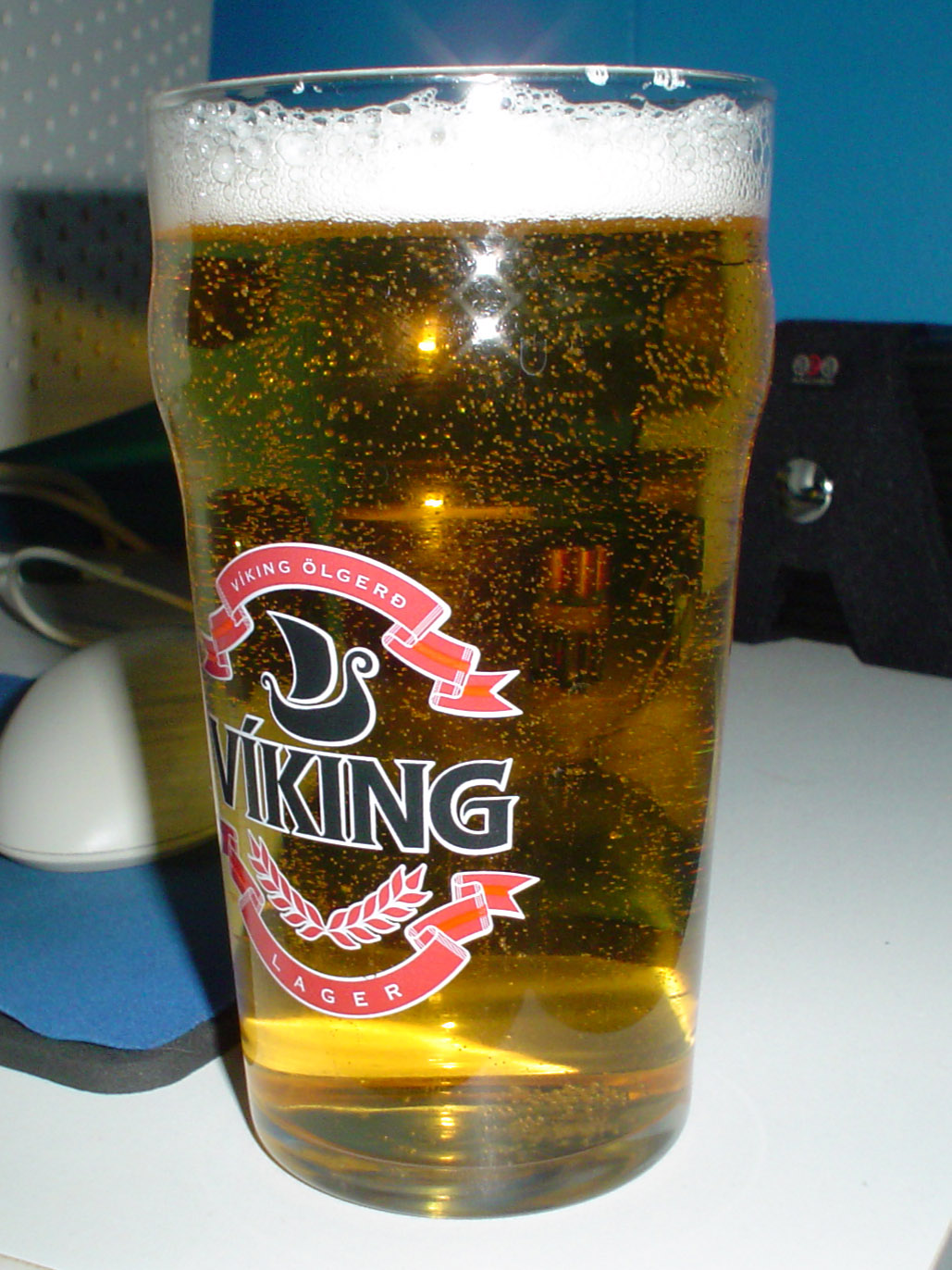
玻璃杯里的拉格啤酒

随着低温技術和微生物技術的進步，拉格啤酒得到了很快地推廣和發展。

### 德国拉格啤酒
德国一直遵守其1516年开始的啤酒纯净法，原料中除大麦芽，啤酒花，水，酵母之外，不添加其他任何原料（小麦芽后来被认为合法）。

### 比利时拉格啤酒
比利时更注重艾尔啤酒的酿造。比利时的几款主要拉格啤酒都是大规模的工业生产。比利时拉格可以使用除麦芽以外的其他的出糖原料，比如燕麦，蜂蜜、蔗糖等。选用这些原料增加了啤酒的风味和口感。

### 美国拉格啤酒
由于美国没有大规模种植欧洲的二棱大麦，所以选择了六棱大麦作为啤酒的主要原料。大麦的蛋白质含量低糖分高，不适于人类主食但非常适合发酵制造酒精。小麦由于蛋白质含量太高，无法制造出合适口感的啤酒。以百威为首的美国酿酒商开始使用玉米淀粉为辅助原料，稀释小麦中的蛋白量，在降低成本的同时又可以不减少糖度。此后便有了美国拉格啤酒的雏形。后来第二次世界大战，美国粮食需要配给，酿酒商就开始使用美国人一般不吃的大米提取糖作为酿造原料，生产出了目前世界销量第一的美国拉格。目前美国最大的三家酒商百威，米勒 Coors，都是生产美国拉格的厂商。按照颜色分为淡色(Pale)、琥珀色(Amber)、深色(Dark)。
美国的小型酿造坊依然按照原欧洲的方式酿造啤森纳啤酒。主要区别与美国拉格是他们依然使用全大麦，或近乎全大麦，并且使用原产地的萨市啤酒花。其后也有很多美国独创的精工拉格啤酒，比如波士顿棕拉格等品种。

### 国际拉格啤酒
替代大麦的玉米或大米提取糖的比例大于40%，称为国际拉格啤酒。

### 中国拉格啤酒
1950年代，哈尔滨啤酒厂为了降低原料成本，最早使用高粱等杂粮淀粉替代大米制造出了“中国拉格”。中国各大主要品牌啤酒，如青岛啤酒等都曾采用过类似的配方。这样的拉格啤酒制造成本低廉，口味淡。依靠生产后期人工充气来用气泡掩盖啤酒花的不足。这些啤酒的生产周期往往很短，只用三星期左右。采用巴氏灭菌法保存。也有使用过滤方法生产出“纯生”啤酒。